# Chilote (cheval)
Le Chilote (espagnol : Criollo chilote) est une race de poneys propre à l'île de Chiloé, au Chili. Il descend vraisemblablement de montures amenées par les conquistadores, depuis le XVIe siècle.

## Histoire
La race est aussi appelée « Mampato ». Ces poneys descendent de chevaux ibériques apportés par les conquistadores à partir du XVIe siècle, peut-être de race Asturcón ou Garrano d'après le guide Delachaux.
En 1796, le fonctionnaire vice-royal Tomás O'Higgins - dans un rapport officiel sur l'état de la province - considère le petit cheval chilote comme « extrêmement ruiné ». La race est mentionnée au siècle suivant : 

« [...] Y en cuanto a las chinas y chinitos de Arauco, solian regalarse como se regalan hoy los caballitos de Chiloé [...] »

— Benjamín Vicuña Mackenna.

## Description

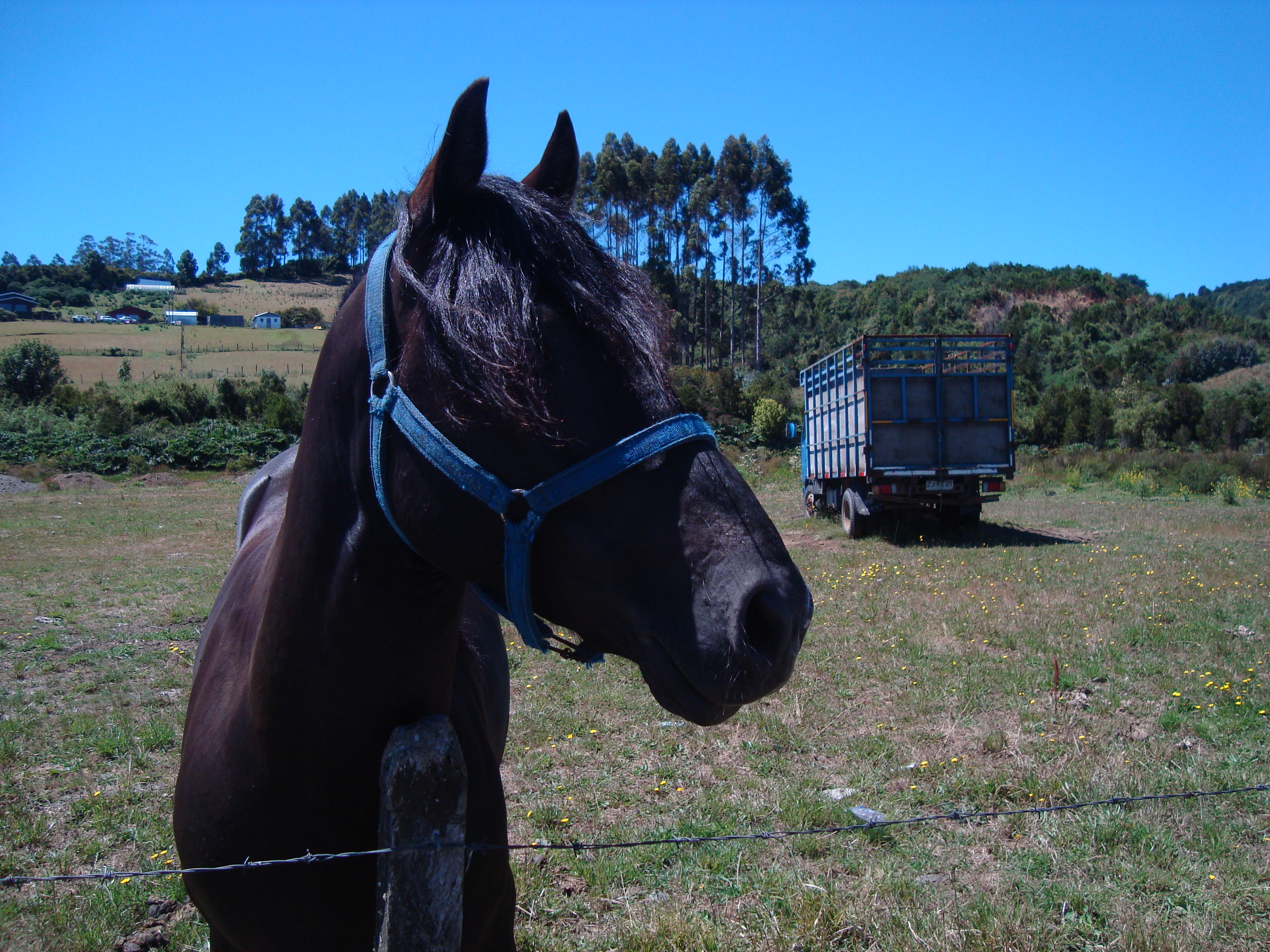
Tête d'un cheval chilote

Malgré leur taille réduite, les Chilotes présentent de nombreuses caractéristiques propres aux chevaux ibériques.
Des observations récentes de spécimens de la race ont montré que la croyance relatée dans certains livres, selon laquelle les chevaux chilotes ne possèdent pas de châtaignes (excroissances sur les carpes et tarses), est fausse.
La robe est le plus souvent grise, baie, noire, ou souris.

## Utilisations
Ces poneys sont montés ou servent à la traction légère.

## Diffusion de l'élevage
La race est présumée rare. La plupart des sujets sont gardés à l'état domestique par des paysans locaux. L'étude menée par l'université d'Uppsala, publiée en août 2010 pour la FAO, signale le Criollo chilote comme race locale sud-américaine dont le niveau de menace est inconnu.